# MS Mikhail Lermontov
Le  MS Mikhail Lermontov (en russe : Михаил Лермонтов) est un liner ayant appartenu à la Compagnie de navigation de la Baltique en URSS. Il est construit en 1972 par les chantiers V.E.B. Mathias-Thesen Werft à Wismar en Allemagne de l'Est.
Il est converti plus tard en navire de croisière.
Le 16 février 1986 il heurte un haut-fond dans le Marlborough Sounds, dans l'île du Sud de la Nouvelle-Zélande, et coule entre 12 et 40 m de fond.

## Histoire
Le MS Mikhail Lermontov est le dernier des cinq navires de croisière portant le nom de poètes construits par l'Union soviétique : MS Ivan Franko, MS Taras Shevchenko, MS Alexandre Poushkine (aujourd'hui Marco Polo), MS Shota Rustaveli et MS Mikhail Lermontov

## Sources
- (en) Cet article est partiellement ou en totalité issu de l’article de Wikipédia en anglais intitulé « MS Mikhail Lermontov » (voir la liste des auteurs).